# Ben Macdui
Ben Macdui (gaélico escocés: Beinn Mac Duibh) es la segunda montaña más alta del Reino Unido (en altura absoluta) después de Ben Nevis, y la más alta del parque nacional Cairngorms. Después de la derrota de Domnall mac Uilliam en 1187, Donnchad II, conde de Fife, adquirió Strathavon, un territorio que se extiende desde Ballindalloch hasta Ben Macdui; porque la montaña marcaba el límite occidental del territorio de Donnchad, el historiador y erudito del lugar, el profesor G.W.S. Barrow sugirió que la montaña tomó su nombre de la familia de Donnchad, Mac Duibh.
Ben Macdui se encuentra en el extremo sur de la meseta de Cairn Gorm, en el límite entre Aberdeenshire y Moray.
Probablemente la ruta de ascenso más fácil sea desde el aparcamiento de Coire Cas, al pie del Centro de Esquí Cairngorm, por un sendero que suben lentamente a los páramos. Esta ruta tiene aproximadamente 7 km de largo; una ruta algo más larga permite también escalar el Cairn Gorm. Una posible ruta alternativa sigue el camino que viene desde Loch Etchachan. Se puede llegar  este lago desde Loch Avon hacia el norte o subiendo desde Glen Derry hacia el sur. Otras rutas incluyen ir por Derry Cairngorm, o por el paso de Lairig Ghru, que se encuentra al oeste de Ben Macdui.
Antes de la producción de mapas precisos de Escocia en el siglo XIX, no se sabía con certeza que Ben Nevis era el punto más alto de Gran Bretaña, y a menudo se pensaba que Ben Macdui podría ser el más alto. 
La cumbre de la montaña tiene un indicador de dirección erigido en 1925 por el Cairngorm Club de Aberdeen en memoria de un expresidente, el Sr. Alexander Copland. El indicador muestra las direcciones de las colinas más importantes que se pueden ver desde la cumbre en un clima despejado.
Se sabe que las zonas de nieve persisten en varios lugares en Ben Macdui, sobre todo en Garbh Uisge Beag.
Después de subir a la cima de Ben Macdui el 7 de octubre de 1859, la reina Victoria escribió: "Tuvo un efecto sublime y solemne, tan salvaje, tan solitario, nadie más que nosotros mismos y nuestra pequeña fiesta allí ... añadí un poco el whisky al agua, porque la gente afirmó que el agua pura sería demasiado escalofriante ".